# زبان اشاره نامیبیایی
زبان اشاره نامیبیایی زبان اشاره‌ای است که توسط ناشنوایان و کم شنوایان در نامیبیا و آنگولا استفاده می‌شود.